# Melton (district)

Localisation du district de Melton dans le Leicestershire.

Melton est un district non-métropolitain du Leicestershire, en Angleterre. Il a le statut de borough. Il est nommé d'après sa principale ville, Melton Mowbray, et comprend également les villes de Asfordby et Bottesford. Le district est créé en 1974, par le Local Government Act de 1972. Il est issu de la fusion du district urbain de Melton Mowbray et du district rural de Melton and Belvoir.

## Source
- (en) Cet article est partiellement ou en totalité issu de l’article de Wikipédia en anglais intitulé « Borough of Melton » (voir la liste des auteurs).